# Shen Fu
Shen Fu (cinese tradizionale: 沈復; cinese semplificato: 沈复; pinyin: Shěn fù; 1763 – 1810 ?) è stato uno scrittore cinese della dinastia Qing.
La sua opera, Sei racconti di vita fluttuante (Fusheng liuji, 浮生六记), è una rara descrizione della vita reale e sentimentale del popolo durante l'epoca della dinastia Qing.
Nel romanzo autobiografico, Shen Fu descrive la sua vita con la moglie Chen Yun, la sua personalità gentile ed il suo amore per lei, poiché fatto rarissimo per la Cina dell'epoca, i due si erano sposati per amore. Viene descritto anche il rigetto dei genitori di lui per Chen Yun, la malattia di lei ed infine la sua morte, dovuta alla malinconia per una giovane donna, Yun aveva infatti chiesto al marito di prendere una giovane concubina, ma il marito aveva rifiutato sia per un'impossibilità economica, sia perché trovava perfetto il loro rapporto. In realtà quest'amore perfetto, risulta essere molto fragile, come lo testimonia la morte della donna, ma è testimoniato anche da vari racconti come l'episodio in cui i due coniugi cercano di far crescere un bonsai (che significa paesaggio in un catino), indice di equilibrio e perfezione, metafora della loro unione, ma un gatto di notte distrusse il loro bonsai, mettendo fine a questa piccola opera di perfezione.
Per quanto riguarda la carriera di Shen Fu, si sa che egli era un impiegato del governo, un segretario privato di uno yamen (gli yamen erano le residenze/uffici dei mandarini). È opinione comune che egli avesse tentato anche la carriera di pittore e di commerciante e uomo d'affari, pur senza riuscire nell'intento.